# Partenie al II-lea al Constantinopolului
Partenie al II-lea al Constantinopolului (în Παρθένιος Β΄; n. secolul al XVI-lea, Ioannina, Epir, Grecia – d. 16 mai 1651, Constantinopol, Imperiul Otoman) a fost un cleric ortodox grec, care a îndeplinit în două rânduri funcția de patriarh ecumenic al Constantinopolului (1644-1646 și 1648-1651).

## Biografie
Era originar din Ioannina, la fel ca predecesorul său pe tronul patriarhal, Partenie I. A fost mitropolit de Ioannina (1632-1639) și apoi în 1639 a fost ales mitropolit de Adrianopol în locul și cu sprijinul fostului mitropolit Partenie, care devenise patriarh al Constantinopolului. În 1641 mitropolitul Partenie al Adrianopolului a fost unul dintre cei trei mitropoliți greci care au însoțit de la Constantinopol către Iași moaștele Sfintei Parascheva, care fuseseră cedate Moldovei de către Patriarhia Ecumenică de Constantinopol în semn de recunoștință pentru faptul că domnul moldovean Vasile Lupu plătise datoriile patriarhale. A locuit mult timp la Constantinopol, unde a menținut relații cordiale cu adepții lui Chiril Lucaris și, în special, cu Theophilus Korydallas. 
După destituirea lui Partenie I, cu sprijinul adepților lui Chiril Lucaris și al domnului moldovean Vasile Lupu, mitropolitul Partenie al Adrianopolului a fost ales la 8 septembrie 1644 în funcția de patriarh al Constantinopolului, sub numele de Partenie al II-lea. Era, potrivit contemporanilor, avid de bani și cu un comportament violent și și-a făcut un număr mare de dușmani. În calitate de patriarh, el a implicat Patriarhia în conflictul dintre catolici și protestanți, care era purtat prin intermediul ambasadorilor țărilor apusene la Poarta Otomană. Pentru a-i atrage pe adepții lui Lucaris, Partenie a dus o politică antipapală antiuniatistă și a susținut facțiunea protestantă. El a anulat aprobarea sinodală a traducerii grecești (realizată de Meletie Sirigul) a așa-numitei „Mărturisiri ortodoxe” a mitropolitului Petru Movilă, care fusese decisă de sinodul condus de predecesorul său pe tronul patriarhal. Politica sa contrară hotărârilor Sinodului de la Iași i-a atras dușmănia lui Vasile Lupu, care, întrebat de turci, a propus trimiterea patriarhului în surghiun. Adversarii lui Partenie au reușit să-l destituie în noiembrie 1646 și să-l exileze în Cipru. În drum spre locul de exil, a reușit să evadeze și a călătorit la Iași, unde a locuit doi ani sub protecția lui Vasile Lupu.
Partenie a fost reales patriarh la 29 octombrie 1648 și s-a întors la Constantinopol. În timpul celei de-a doua perioade de păstorire (1648-1651) a urmărit o politică opusă, susținându-i pe catolici în conflictul cu protestanții și persecutându-i pe adepții procalvini ai lui Lucaris din Constantinopol. În anul 1649 a solicitat, printr-o scrisoare, ajutorul împăratului romano-german Ferdinand al III-lea împotriva protestanților. A ajuns în cele din urmă să aibă un număr mare de dușmani din ambele tabere și a rămas tot mai izolat, iar în jurul lui au început să se țeasă intrigi. Partenie a trimis doi mitropoliți greci în țările române pentru a negocia, după o îndelungată dușmănie, o împăcare cu domnii Moldovei și Munteniei, iar această informație a fost aflată de dușmanii săi. În primăvara anului 1651 misionarii iezuiți l-au informat pe sultanul Mehmed al IV-lea că Partenie i-a convins pe domnii țărilor române să poarte negocieri secrete cu țarul Rusiei pentru a forma o alianță antiotomană. 
Din porunca sultanului, ienicerii l-au arestat și l-au sugrumat pe patriarhul Partenie la 16 mai 1651, apoi i-au aruncat trupul în apele strâmtorii Bosfor. Creștinii au adunat rămășițele sale pământești și le-au înmormântat în Mănăstirea Kamariotissa⁠(el)[traduceți] de pe insula Halki.